# خورخه دورادو
خورخه دورادو (اسپانیایی: Jorge Dorado‎؛ زادهٔ ۸ دسامبر ۱۹۷۶) کارگردان فیلم اهل اسپانیا است. وی دانش‌آموختهٔ دانشگاه کمپلوتنسه مادرید است و از سال ۱۹۹۸ میلادی تاکنون مشغول فعالیت بوده‌است.
از فیلم‌ها یا مجموعه‌های تلویزیونی که وی در آن‌ها نقش داشته است می‌توان به ماینداسکیپ اشاره نمود.